# Bulbophyllum leptostachyum
Bulbophyllum leptostachyum là một loài phong lan thuộc chi Bulbophyllum.